# Henri Gagnon (compositeur)
Pour les articles homonymes, voir Henri Gagnon et Gagnon.
 (Mars 2023).
Henri Gagnon, né le 6 mars 1887 à Louiseville, autrefois appelé Rivière-du-Loup, et décédé le 17 mai 1961 à Québec, est un compositeur, organiste, pianiste et professeur de musique québécois. 

## Biographie
Henri Gagnon est issu d'une grande famille de musiciens de la ville de Québec. Il est le fils du compositeur Gustave Gagnon, le neveu du compositeur Ernest Gagnon ainsi que le neveu d'Élisabeth Gagnon, épouse du pianiste Paul Letondal.
Il étudie le solfège et le piano avec son père dès l'âge de huit ans jusqu'à ses 13 ans. De 1900 à 1903, il est l'élève de William Reed (orgue) et de Joseph Vézina (solfège et harmonie). Il commence à jouer publiquement très jeune et a son premier grand succès à l'Exposition Pan-américaine de 1901 à Buffalo dans l'État de New York. Le Buffalo Courrier-Express le qualifie de « véritable prodige » dans le compte-rendu de son concert.
En 1903, Henri Gagnon s’installe à Montréal pour poursuivre ses études musicales. Il y demeure jusqu'en 1907. Il étudie ainsi avec des professeurs tels que Guillaume Couture (harmonie et contrepoint), le Père Charles-Hugues Lefèbvre (musique d'église), Arthur Letondal (piano), Romain-Octave Pelletier I (orgue) et Romain Pelletier (orgue). Parallèlement, de 1903 à 1906, il est organiste de la chapelle du Gesù pour ensuite poursuivre la même fonction d’organiste au collège Loyola de 1906 à 1907. Il octroi, en 1906, un certificat du collège de musique Dominion.
C’est en 1907 qu’Henri Gagnon quitte le Canada pour Paris, pour une durée de trois ans et demi, là où il se perfectionne et poursuit ses études musicales. En France, il étudie notamment avec Amédée Gastoué (plain-chant), Eugène Gigout (orgue, plain-chant, improvisation et harmonie), Isidor Philipp (piano), puis Charles-Marie Widor (orgue). En 1908 et 1909, il est soliste dans les concerts Touche et il remplace occasionnellement Eugène Gigout comme organiste à l'église Saint-Augustin de Paris. 
En 1910, Henri Gagnon revient au Canada et se produit, comme organiste concertiste dans plusieurs concerts et récitals au Québec, à Ottawa, à Toronto et aux États-Unis. De plus, préférant être musicien d’église plutôt que virtuose et après avoir été organiste auxiliaire pendant cinq ans, il est, succédant à son père retraité ayant occupé le même poste, nommé, en 1915, titulaire de l'orgue de la Basilique-cathédrale Notre-Dame de Québec, titre qu’il garde pendant 46 ans. À cette même époque, le pape Pie X prescrit l’utilisation des chants grégoriens dans les églises et les célébrations, ce qui motive Henri Gagnon à s’initier et à composer des arrangements et accompagnements musicaux pour chants grégoriens.
Il retourne aussi à Paris pendant les étés 1911, 1912, 1914 et 1924 afin de continuer ses études avec Charles-Marie Widor et avec Joseph Bonnet. 
Comme pédagogue, Henri Gagnon enseigne la musique à l'École normale Laval et au Petit Séminaire de Québec de 1917 à 1933. Il se démarque par sa façon d’enseigner la technique instrumentale de l’orgue et du piano, sa capacité à différencier le bien du mal en musique, puis par son aptitude à faire ressortir le sens artistique de ses élèves. En 1922, il est l’un des professeurs fondateurs de l'École de musique de l'Université Laval, dirigée par son père Gustave, où il enseigne pendant 23 ans. De plus, considéré comme un maître de son instrument, il dirige le Conservatoire de musique et d'art dramatique du Québec de 1946 jusqu’à son décès, en 1961. Parmi ses élèves, nous pouvons notamment compter Jean-Marie Beaudet, Françoys Bernier, Marius Cayouette, Léon Destroismaisons, Lucille Dompierre, Alice Duchesnay, Claude Lagacé et Augustine Plamondon, tous reconnaissant en lui les qualifications d’un excellent pédagogue.

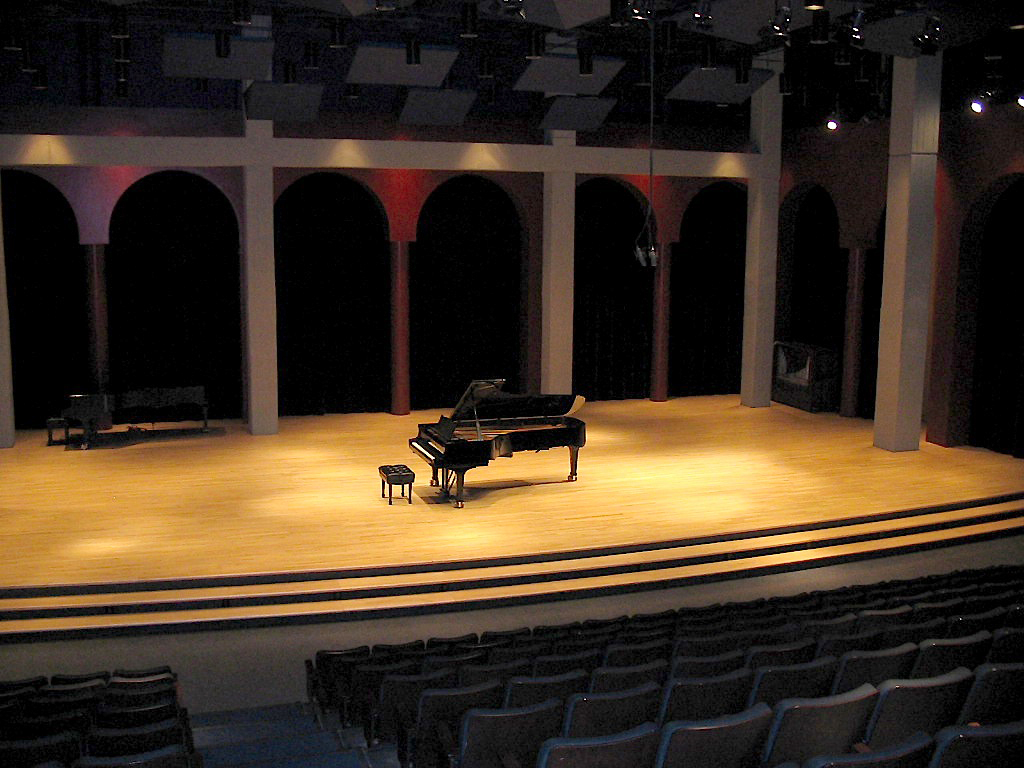
Salle Henri Gagnon du pavillon Louis-Jacques Casault de l'Université Laval

En tant que compositeur, il écrit principalement des œuvres pour orgue et piano. Sa composition la plus populaire, en plus de ses Deux antiennes (1945) et de sa Mazurka (1909), s’intitule Rondel de Thibaut de Champagne et est présente au répertoire des musiciens Edward Johnson et Rodolphe Plamondon. Les Deux antiennes sont d’ailleurs orchestrées par Maurice Blackburn et Jean-Josaphat Gagnier et enregistrées par l’orchestre, dirigé par Jean-Michel Beaudet, de la SRC. En son hommage, en 1959, l'Office national du film du Canada réalise un documentaire de 30 minutes, intitulé Henri Gagnon, organiste. Après son décès, en 1974, les organistes québécois Antoine Bouchard, Sylvain Doyon, Claude Lagacé et Antoine Reboulot jouent les Variations sur le nom d’Henri Gagnon. En 1987, à son 100e anniversaire de naissance, Le Tombeau de Henri Gagnon, constituant sept pièces pour orgue issu de six compositeurs amis d’Henri Gagnon est publié chez Ostiguy. Finalement, l'université Laval de Québec nomme également l’un de ses amphithéâtres en son honneur : la Salle Henri-Gagnon du Pavillon Louis-Jacques-Casault (faculté de musique de l’université).

## Vie privée
En 1916, Henri Gagnon se marie à Mariette Dorion, à la Basilique-cathédrale Notre-Dame de Québec, alors qu’il est âgé de 29 ans et elle de 26 ans. Mariette donne naissance, en 1920, à leur fille, Geneviève Gagnon (décédée en 2008), puis, en 1922, à leur fils Denys Gagnon (décédé en 1991). Henri Gagnon enseigne ainsi la musique (piano) et les matières théoriques, de 1927 à 1942, à ce dernier qui deviendra réalisateur, à la SRC de Montréal, de l’émission de télévision Divertissement et de celle de radio Jeux d’orgue portant sur la musique.

## Œuvres d'Henri Gagnon
- Manuscrit comprenant quelques principes d’accompagnement du chant grégorien, partition musicale, 1900[9].
- Élégie, op. 1, partition musicale, 1903[10].
- Chanson d’été : barcarolle, partition musicale, partition musicale, 1903[11].
- Deux pièces de genre : pour piano,1904[12].
- Airs canadiens, piano, arrangés à quatre mains, partition musicale, 1904[13].
- Badinage [pour] piano, partition musicale, partition musicale manuscrite, 1904[14].
- Mazurka pour piano à quatre mains, partition musicale manuscrite, 1909[15].
- Rondel de Thibaut de Champagne (1201-1253), 1916[16].
- Allegro dans le style ancien, partition musicale, 1918[17].
- Deux antiennes, orgue, partition musicale, 1945[18].
- Prélude à l’Introït du IXIème dimanche après la Pentecôte, partition musicale, 1950[19].
- Prélude sur l’alleluia de la fête de saint Michel, 1955[20].
- Prière, partition musicale manuscrite, 1963[21].
- Le tombeau de Henri Gagnon, partition musicale, 1987[22].
- Cantique au Sacré-Cœur, partition musicale[23].

## Hommages et dédicaces
- Léo Roy : Étude, partition musicale manuscrite, dédicace à Henri Gagnon, 1910 [24].
- André Pagès : 1ère arabesque pour piano opus 16, partition musicale manuscrite, dédicace à Henri Gagnon, 1911[25].
- Jean-Robert Talbot : Adagietto (orgue), partition musicale, dédicace à Henri Gagnon, 1925[26].
- William Rains: A cathedral prelude, partition musicale manuscrite, dédicace à Henri Gagnon, 1933[27].
- Sylvain Doyon & Claude Lagacé : Hommage à Henri Gagnon, musique sur 33 tours, 1975[28].